# Spectrometer

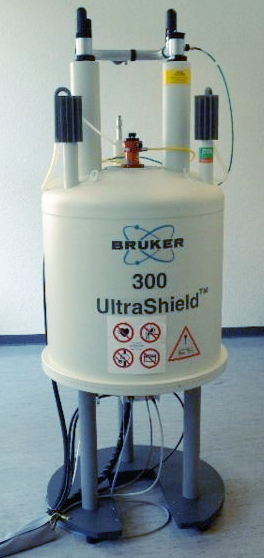
NMR-Spectrometer

Een spectrometer is een meetinstrument waarmee het spectrum van een natuurkundige grootheid te meten is. Onder spectrometer wordt meestal een optische spectrometer verstaan dat het elektromagnetisch spectrum van licht meet. Andere varianten van spectrometers zijn te vinden in bijvoorbeeld massaspectrometrie en Auger-elektronspectroscopie.

## Optische spectrometer
Een optische spectrometer wordt gebruikt om eigenschappen van licht te meten in een specifiek gebied van het elektromagnetisch spectrum. De veranderlijke grootheid die meestal gemeten wordt is de lichtintensiteit, maar kan bijvoorbeeld ook de polarisatie zijn. De onafhankelijke variabele is gewoonlijk de golflengte van het licht, die meestal uitgedrukt wordt in een bepaalde fractie van een meter, maar soms ook in een eenheid die rechtstreeks proportioneel is aan de energie van een foton, zoals het golfgetal of elektronvolt, die een omgekeerd evenredige verhouding heeft met de golflengte. Een (optische) spectrometer wordt gebruikt in de spectroscopie voor het produceren van spectraallijnen en het opmeten van hun golflengtes en intensiteiten. Spectrometer is een term die wordt gebruikt voor toestellen die in een wijd golflengtebereik werken, van gammastralen en X-stralen tot het verre infrarood.
In het algemeen werkt een specifiek instrument slechts over een klein gedeelte van dit bereik, aangezien verschillende technieken worden gebruikt om verschillende delen van het spectrum te meten. Onder optische frequenties (dit is op microgolf-, radio- en geluidsfrequenties) is de spectrumanalyzer een verwant elektronisch toestel.

### Spectroscoop
Spectrometers bekend als spectroscopen worden gebruikt in spectroscopische analyse voor het identificeren van materialen.

### Spectrograaf
Een spectrograaf is een instrument dat een inkomende golfvorm uit het tijdsdomein omzet in een frequentiespectrum, of in het algemeen een sequentie van dergelijke spectra. Verschillende toestellen worden spectrograaf genoemd, afhankelijk van de precieze aard van de golven.